# 长角海天牛
长角海天牛（学名：Elysia chilkensis），是囊舌目海天牛科海天牛属的一种。主要分布于中国大陆、台湾，常栖息在海边有大型丝藻的盐田潮沟或潮池中。